# Diocesi di Adarbaigan

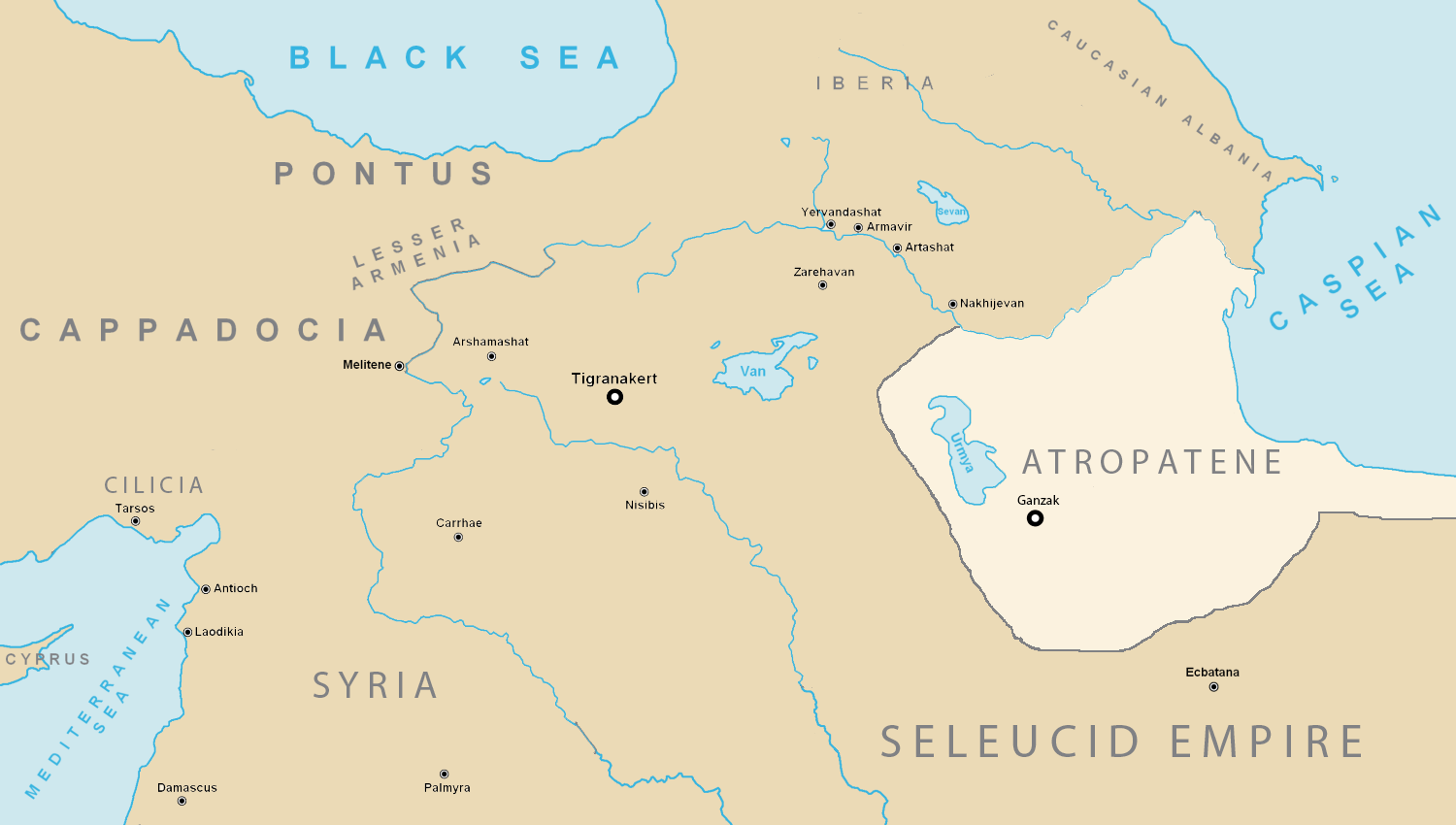
La regione dell'Atropatene con la capitale Ganzak.

La diocesi di Adarbaigan è un'antica sede della Chiesa d'Oriente, suffraganea dell'arcidiocesi di Arbela nell'Adiabene, attestata dal V all'VIII secolo.

## Storia
La diocesi nestoriana di Adarbaigan copriva un territorio compreso all'interno della provincia sasanide dell'Atropatene (Aturpatakan e successivamente, in arabo, Adarbaygan), delimitato a nord e ad ovest dalle pianure di Urmia e di Salmas e dal lago di Urmia, e a sud dalla diocesi di Salakh, attorno alla moderna città di Rawanduz. È probabile che sede vescovile fosse la città di Ganzak, capitale dell'Atropatene.
La diocesi non appare nelle liste episcopali del concilio nestoriano del 410 e perciò non fu assegnata a nessuna provincia ecclesiastica. Tuttavia nell'VIII secolo apparteneva alla provincia dell'Adiabene, suffraganea dell'arcidiocesi di Arbela. Il metropolita Maranʿammeh, già vescovo di Salakh, modificò e regolò i confini tra le diocesi di Salakh e dell'Adarbaigan: questo dato documenta l'esistenza della diocesi ancora nella seconda metà dell'VIII secolo.
Sono noti quattro vescovi di questa antica diocesi, Osea (486), Giovanni (544), Melchisedec (554 e 576) e Hnanishoʿ (605), che presero parte ai concili nestoriani, come documentato dal Synodicon orientale. In seguito non si conosce più nulla di questa diocesi fino al XIII secolo quando è documentata l'erezione di un'altra sede episcopale nestoriana, probabilmente incentrata sulla città di Tabriz, dove si erano rifugiati molti cristiani nestoriani fuggiti dalle pianure del Tigri, rese insicure dalle incursioni dei Mongoli. A partire dal XVI secolo i vescovi di Salmas aggiunsero al proprio titolo, quello di Adarbaigan, a ricordo dell'antica diocesi. Le attuali diocesi cattoliche caldee di Urmia e di Salmas coprono in parte il territorio dell'antica sede di Adarbaigan.

## Cronotassi dei vescovi
- Osea † (menzionato nel 486)
- Giovanni † (menzionato nel 544)
- Melchisedec † (prima del 554 - dopo il 576)
- Hnanishoʿ † (menzionato nel 605)